# Isotta Fraschini D65
Pour les articles homonymes, voir D65.
L'Isotta Fraschini D65 est un camion de moyen tonnage "Unifié" polyvalent, produit par le constructeur italien Isotta Fraschini à partir de 1940 jusqu'en 1955.  

## Histoire
Dans les années 1930, l'entreprise milanaise Isotta Fraschini (IF), spécialisée dans la fabrication d'automobiles de très grand luxe, de moteurs d'avions et de bateaux, commence la production de camions, avec le lancement, en 1934, du camion lourd D80. 
À la suite du décret ministériel italien de 1937 instaurant des versions "unifiées" pour tous les véhicules industriels, qui imposait aux constructeurs une stricte standardisation de certaines caractéristiques : poids, charge utile, nombre d'essieux, vitesse, et interchangeabilité des composants entre les marques, en prévision d'une éventuelle réquisition par l'armée du Roi d'Italie en cas de guerre, le constructeur se met en conformité et lance l'Autocarro unificato Isotta Fraschini D80 CO en version civile ainsi que militaire D80 COM, aussi connus comme D80 2e série. En 1940, il présente un nouveau modèle pour couvrir le segment de moyen tonnage, le D65. 
L'IF D65 a connu un beau succès commercial en Italie mais aussi à l'exportation. Il est resté en fabrication jusqu'en 1955, date à laquelle la société a arrêté son activité poids lourds. Le constructeur milanais proposait également une version simple châssis motorisé pour les carrosseries spéciales : autobus dont le carrossier italien Zagato en déclinera plusieurs versions, ainsi que des transformations type maxi fourgons ou magasins ambulants.
Après la fin de la guerre, le constructeur a apporté quelques retouches à la cabine.

## La version militaire IF D65 NM 2/4
Ce modèle a été retenu par l'armée du Roi d'Italie mais sa fabrication n'a débuté qu'en 1942 avec un moteur Diesel standard. Il faudra attendre le 3 septembre 1943 pour que soit adoptée la version essence baptisée D65 2/4. 
À la suite de l'armistice signé par l'Italie le 8 septembre 1943, la production du D65 2/4 va continuer pour le compte de la Wehrmacht qui en a acheté 397 exemplaires, tous livrés en 1944. Au lendemain de la Seconde Guerre mondiale, le D65 est resté en service auprès de l'armée régulière italienne jusqu'à la fin des années 1950. 

## Technique
L'IF D65 est un camion de type 4×2 avec un essieu arrière jumelé. La cabine est du type avancée, comme le reste de la production italienne de cette époque. Le D65 est équipé d'un moteur Diesel 4 cylindres Isotta Fraschini de 5.330 cm³, développant 78 ch à 1.900 tours par minute. La version D65 2/4 essence, fabriquée à partir de 1943, dispose de 80 ch.
Contrairement à son ainé, le D80, le D65 n'a pas subi de variation notable au niveau de la cabine entre les versions civiles et militaires si ce n'est le niveau de la finition et de l'instrumentation.